# Amphineurus hastatus
Amphineurus hastatus är en tvåvingeart som beskrevs av Alexander 1925. Amphineurus hastatus ingår i släktet Amphineurus och familjen småharkrankar. Inga underarter finns listade i Catalogue of Life.